# Ако (вождь лівів)

Вождь Ако

Ако (Аццо) - вождь Турайди. 

## Відома інформація
Ако був вождем або ж старійшиною держави лівів Турайди, яка знаходиться на території сучасної Латвії. Згадується він тільки в одній хроніці. За хронікою в 1203 році він підняв повстання проти Ордену Мечоносців. На допомогу він покликав полоцького князя та литовців.Четвертого серпня 1206 року в битві при Саласпілсі його військо було розбите загоном Мечоносців. В знак перемоги голову Ако було привезено в Ригу до єпископа Альберта.

## Пам'ятник
В 1994 році в на березі Даугави був знайдений пам'ятник Ако.